# Djibdjiri
Djibdjiri (auch: Djibdjéri) ist ein Dorf in der Landgemeinde Guidiguir in Niger.

## Geographie
Das Dorf befindet sich rund 24 Kilometer südwestlich des Hauptorts Guidiguir der gleichnamigen Landgemeinde, die zum Departement Gouré in der Region Zinder gehört. Zu den Siedlungen in der näheren Umgebung von Djibdjiri zählen Falamma im Nordosten, Gassafa im Südosten und Gouchi im Südwesten.
Die Landschaft nördlich des Dorfs ist von vielen zwischen Transversaldünen gelegenen kleinen Niederungen geprägt, die längliche Formen aufweisen. Es herrscht das Klima der Sahelzone vor, mit einer durchschnittlichen jährlichen Niederschlagsmenge zwischen 300 und 400 mm.

## Bevölkerung
Bei der Volkszählung 2012 hatte Djibdjiri 161 Einwohner, die in 24 Haushalten lebten. Bei der Volkszählung 2001 betrug die Einwohnerzahl 121 in 22 Haushalten und bei der Volkszählung 1988 belief sich die Einwohnerzahl auf 80 in 23 Haushalten.
Die Bevölkerungsdichte in diesem Gebiet ist mit über 100 Einwohnern je Quadratkilometer hoch.

## Wirtschaft und Infrastruktur
Das Gebiet der Ebenen im Süden der Region Zinder, in dem Djibdjiri liegt, ist von einer anhaltenden Degradation der ackerbaulichen Flächen gekennzeichnet, die mit der hohen Bevölkerungsdichte in Zusammenhang steht. Im Dorf wird ein Wochenmarkt abgehalten. Der Markttag ist Samstag.